# Контрареформация
Контрареформация е религиозно-политическо движение в Европа през XVI и XVII век насочено срещу Реформацията, с цел възстановяване на католицизма в протестантските области. С решенията на Трентския събор се прави опит да се централизира властта в църквата, да се премахне търговията с църковни длъжности, да се сплоти духовенството, да се засили просветата и др. Възобновява се дейността на Инквизицията и на Йезуитския орден. В някои европейски държави, например в Унгария, Контрареформацията успява да възстанови католицизма, но не изкоренява напълно протестантството. Художественият стил, свързан с Контрареформацията, е барокът.